# Procissão dos Passos

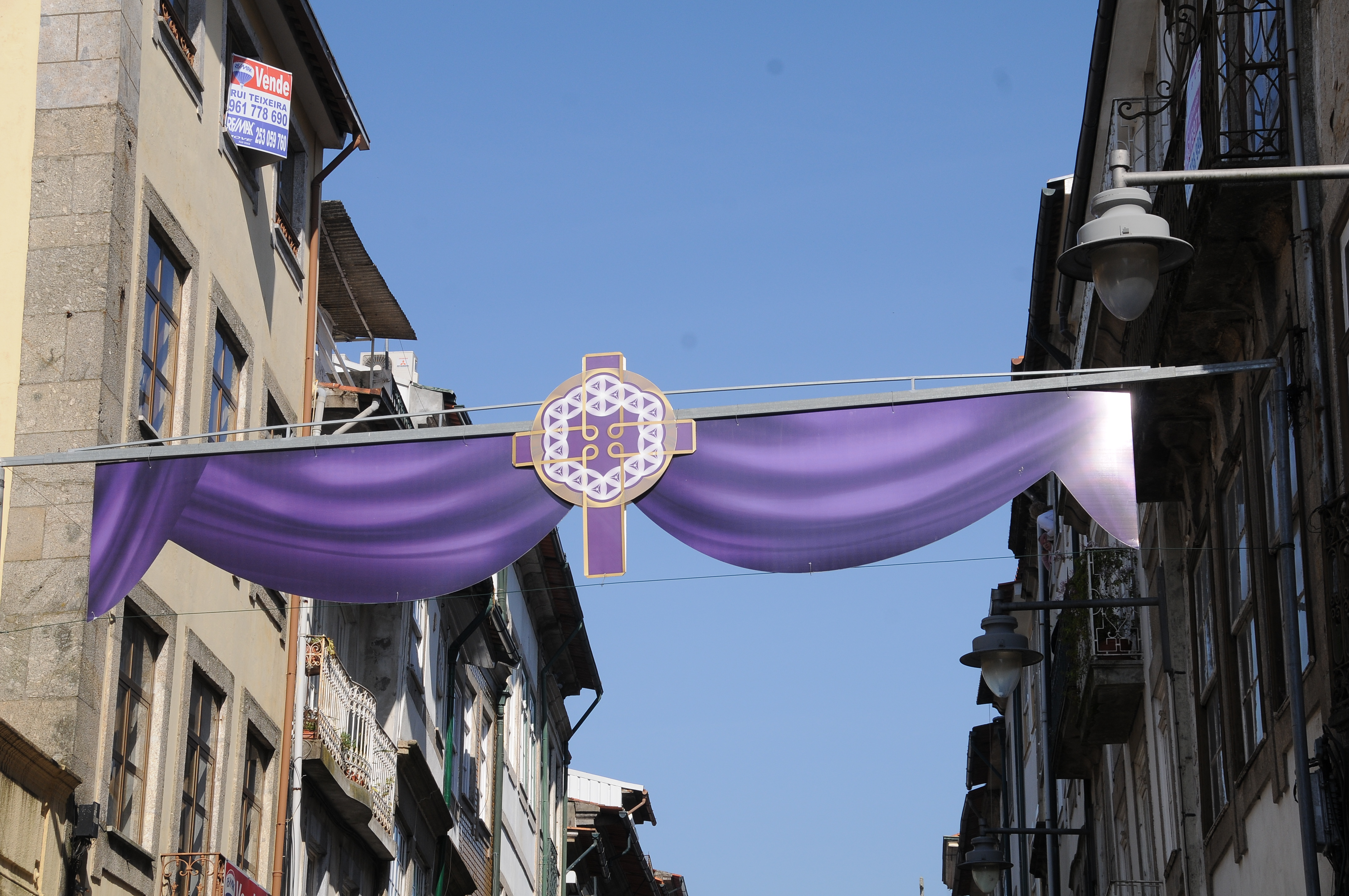
Semana Santa Braga

A Procissão dos Passos (de Braga), organizada anualmente no Domingo de Ramos pela Irmandade de Santa Cruz, é o primeiro grande cerimonial da Semana Santa de Braga.